# Rešetka
Rešetka ili transena (od latinskog transenna = mreža, rešetka) je struktura napravljena od ukrštenih metalnih ili drvenih traka.
U građevinarstvu se rešetke koriste, kao ograda koja osigurava privatnost, ali ipak omogućuje strujanje zraka, ili kao čisto dekorativni element, ali najčešće kao kombinacija tih motiva.
Perforirane kamene (najčešće mramorne) ploče zvane transene koristile su se u ranokršćanskim i romaničkim crkvama, kao ograde koje su dijelile kor od prostora za vjernike. Oblici transena varirali su od vrlo jednostavnih do vrlo kompliciranih geometrijskih i biljnih ornamenata, a kojiput mada rjeđe i sa životinjskim.
Rešetke se često koriste u Islamskoj arhitekturi, kod oblikovanja prozora, vrata i ograda. Kod prozora se često koriste i kao okvir za umetanje staklenih pločica ili nekog drugoga prozirnog materijala.

## Galerija slika
- Prozor iz Irana
- Eiffelov toranj je građen rešetkastom strukturom
- Vrata glavne pošte iz Pariza
- Drvene rešetke iz indijskog Jajipura

## Vanjske poveznice
- Transena (hrv.)